# Alihan Türkdemir
Alihan Türkdemir (Istanbul, 29 giugno 2009) è un attore turco, noto per aver interpretato il ruolo di Bulut Kaya nella serie Bitter Sweet - Ingredienti d'amore (Dolunay).

## Biografia
Alihan Türkdemir è nato il 29 giugno 2009 a Istanbul (Turchia). Ha iniziato la sua carriera a soli cinque anni nel mondo della televisione con campagne pubblicitarie, serie TV e film.
Nel 2017 ha fatto parte del cast della serie televisiva Bitter Sweet - Ingredienti d'amore (Dolunay), nel ruolo di Bulut Kaya.

## Filmografia

### Cinema
- Salur Kazan: Zoraki Kahraman, regia di Burak Aksak (2017)
- Hot Sweet Sour (Aci Tatli Eksi), regia di Andaç Haznedaroglu (2017)
- Mio figlio (Hadi be Oğlum), regia di Bora Egemen (2018)
- Rüzgargülü, regia di Meryem Beyza ER (2022)

### Televisione
- Serçe Sarayı – serie TV, 13 episodi (2015)
- Il secolo magnifico: Kösem (Muhtesem Yüzyil: Kösem) – serie TV, 20 episodi (2015-2016)
- Evlat Kokusu – serie TV, 9 episodi (2017)
- Bitter Sweet - Ingredienti d'amore (Dolunay) – serie TV, 26 episodi (2017)
- Içten Sesler Korosu – serie TV, 1 episodio (2019)
- Bir Annenin Günahi – serie TV, 5 episodi (2020)
- Hekimoglu – serie TV, 1 episodio (2021)

### Cortometraggi
- Fish Cracker, regia di Yigit Evgar (2019)

## Doppiatori italiani
Nelle versioni in italiano dei suoi film e delle sue serie TV, Alihan Türkdemir è stato doppiato da:
- Lorenzo Virgili in Bitter Sweet - Ingredienti d'amore[10]

## Riconoscimenti
- Pantene Golden Butterfly Awards
  - 2017: Candidato come Miglior attore bambino nella serie Bitter Sweet - Ingredienti d'amore (Dolunay)